# خوروشیتسه
خوروشیتسه (به چکی: Chorušice) یک منطقهٔ مسکونی در جمهوری چک است که در ناحیه میلنیک واقع شده‌است.